# Patrick Bühlmann
Patrick Bühlmann (16 agosto 1971) è un allenatore di calcio ed ex calciatore svizzero, di ruolo centrocampista.

## Carriera

### Club
Esterno sinistro, durante la sua carriera ha giocato sempre in patria, vestendo le divise di Lucerna, Zugo, Aarau, Sion, San Gallo, Servette, Losanna, Zurigo, Kriens, Zug 94 e Cham, giocando tra la prima e la terza divisione del calcio svizzero. Nel 1999 vinse un campionato con il Servette. Totalizza poco più di 250 presenze nel professionismo.

### Nazionale
Esordisce il 18 novembre 1998 contro l'Ungheria (2-0). Il 9 ottobre 1999 realizza il suo unico gol in Nazionale, segnando contro il Galles (0-2).

## Palmarès

### Club

#### Competizioni nazionali
- Campionato svizzero: 1

Servette: 1998-1999